# Ferenczy László (muzeológus)
Ferenczy László (Dunakeszi, 1928. augusztus 25. – Budaörs, 2015. június 12.) magyar muzeológus, orientalista művészettörténész.

## Élete
A budapesti Berzsenyi Dániel Gimnáziumban érettségizett. Az ELTE Történettudományi karán, középkori régész szakon, okleveles muzeológusként fejezte be egyetemi tanulmányait 1954-ben. Szakdolgozatának első része "A váchartyáni avar kori temető" feldolgozása volt. Gyakorlatait az egri múzeumban, a visegrádi ásatásokon és a Vármúzeumban végezte. Meghatározó professzorai László Gyula, Gerevich Tibor, Oroszlán Zoltán és Germanus Gyula voltak.
Középiskolai évei alatt kitűnt kiváló érzéke az idegen nyelvek iránt. Már ekkor beszélt németül, oroszul. Később angolul, franciául, majd japánul. Egyetemi évei alatt orientalisztikai órákat is hallgatott: oszmán-török, modern török, arab nyelveket történelmet és irodalmat, mohamedán művelődéstörténetet.
Egyértelmű kelet irányú érdeklődése kapcsán került az – akkor az Iparművészeti Múzeumhoz tartozó – Hopp Ferenc Kelet-Ázsiai Művészeti Múzeumhoz, ahol egész életében, – kényszerű nyugdíjazásáig – dolgozott.
Tanulmányai alapján kezdetben a múzeum kisebb – kaukázusi, dél-szibériai, iszlám, mongol és koreai gyűjteményét – kezelte, .
A később többet foglalkozott a múzeum két legnagyobb gyűjteményével a kínai és japán anyaggal is. Írásainak, előadásainak köre egyre erősebben a japán művészet felé irányult. Ezt dokumentálja a " Japán Iparművészet XVII-XIX. század" című könyve, amely a Tokugawa és a Meidzsi-kor iparművészetének teljes áttekintését nyújtja és a Hopp múzeum mintegy 260 kiemelkedő darabjának, jórészt első, tudományos feldolgozását tartalmazza. A könyv Nívó-díjat kapott.
Egy hosszabb japáni út hivatalos kutatási témája a japán fametszetek voltak. Könyve – Hiroshige három tájképes triptyhonjára utaló „Hó, Hold, Cseresznyevirág” külső címmel jelent meg és a Hopp Múzeum több mint 120 legjobb fametszetének első, tudományos feldolgozását tartalmazza. E munkája alapján a művészettörténet kandidátusa címet szerezte meg.
Utolsó japán tanulmányútján tiszteletbeli vendégprofesszorrá fogadták a tokiói Keio Egyetemen. Folytatta a távol-keleti buddhista művészetre vonatkozó kutatásait, tanulmányozta a művészeti élet és kiállítások sajátos japán támogatási rendszerét. Több tucat várost, múzeumot, művészeti kiállítást, tárlatot volt alkalma megtekinteni. Számos előadást tartott a magyar kultúráról, művészetről és elsősorban a Hopp Múzeumról.
A japán műemléki kerteket látogatta,buddhista kolostorokban, sintó szentélyeknél, palotáknál, teaházaknál járva történetüket tanulmányozta. Eredménye – japán esztétikum e különleges hajtásának ismertetése – a „Régi japán kertek” című munkájában jelent meg. A könyv kiadása a Japan Foundation anyagi támogatásával kerülhetett kiadásra.
Éppen elérte hatvanadik életévét, azonnal nyugdíjba küldték. Tervei között szerepelt még egy buddhista művészetről szóló, és egy egész Ázsia művészetbe bevezető könyv megírása, valamint kisebb áttekintés a japán textilekről. E munkák előkészített anyagai már az íróasztal fiókban maradtak, tekintettel arra, hogy a múzeum tárgyaihoz való hozzáférés az említettek miatt lehetetlenné vált.
Nyugdíjazását követően egy ideig – kényszerből – fordítóként dolgozott tovább. Végül is az oktatásban való részvételi lehetőség némileg kárpótolta a méltatlan mellőzést. Keleti művészetet, ezen belül elsősorban japán művészetet oktatott az Iparművészeti Egyetemen, Károli Gáspár Református Egyetemen, a debreceni Kossuth Lajos Tudományegyetemen, a Miskolci Bölcsész Egyesületben, valamint a BÁV. Rt. szaktanfolyamain is. Közel harminc évig szinte állandó előadó volt a TIT József Attila Szabadegyetem kurzusain. Jelentős szaklektori tevékenysége mellett, ismert, sokat foglalkoztatott keleti műtárgy szakértő volt.
Magyarországon másodikként lett a Mensa International (a világ legintelligensebb embereinek közössége) tagja.
Munkája egyben hivatása volt. Rajongásig szerette a Hopp Múzeumot. Egész életét a múzeum ismertetésének, bemutatásának szentelte itthon és külföldön egyaránt. A tárgyak gyarapítása, tudományos feldolgozása, publikálása és a keleti művészet oktatása, bemutatása és népszerűsítése volt a fő célja.
Rendkívül művelt, széles érdeklődési körű, szerény, halk szavú ember volt. Tudását boldogan osztotta meg az érdeklődőkkel. Munkáján kívül a zene, a fotózás és a tenisz voltak a legfontosabbak számára.

## Munkássága

### Könyvek
- Japán Iparművészet, XVII-XIX század. Budapest, Corvina Kiadó, 1981 ISBN 963 13 1076 0
- Hó, Hold, Cseresznyevirág. A japán fametszetek világa. Budapest, Képzőművészeti Kiadó, 1989. ISBN 963 336 337 3
- Régi Japán kertek. Budapest, Mezőgazda Kiadó, 1992. ISBN 963 81 6000 4

### Fontosabb publikációk
Részben területenként szakozva az ázsiai országok művészetéről és régészetéről: Ann. = Annuiaire du Musée des Arts Decoratifs et du Musée d'Art d' Etreme Orient Ferenc Hopp, Budapest. Magyar címe: Az Iparművészeti Múzeum és a Hopp Ferenc Kelet-Ázsiai Művészeti Múzeum Évkönyve, és 1973-tól Ars Decoratíva.
Egyes publikációi különböző nyelveken jelentek meg a magyaron kívül: angolul, németül, oroszul, japánul, grúz és koreai nyelven.

#### Közel-Kelet
- Daghestan bronze cauldrons. Ann...BudapestVol. VI. 1963.pp. 183-196
- Bronzes of Luristan. Ann....Budapest Vol.VII.1964.pp.171-177.
- A Saljuk bronz from Iran, a present from Sir Aurel Stein. Ann....Budapest, Vol. VIII. 1965. pp. 131-144.
- Régiségek könyve. Az iszlám iparművészete c. fejezet. Gondolat kiadó, Budapest, 1983, 449-458, 57-59. ISBN 963 281 274 3
- A Hopp Ferenc Kelet-Ázsiai Művészeti Múzeum Emlékkönyve 1919-1969, 1970, Közel-keleti gyűjtemény. 105-109.

#### Kína
- Chinese bronze mirrors from the Han period. Ann... Vol IX. Budapest 1966. pp.161-174.
- Zwei Devataköpfe aus den Wandmalereien der Maya-Höhlen in Kyzil. Ann... Vol. X. Budapest 1967. pp.167-174.
- Chinese Mirror finds from Mongolia. Acta Archeologica, Academiae scientiarum Hungaricae 19. Budapest 1967. pp. 371-376.
- A kínai porcelánok története és művészi értékei. Művészet és Barátai Budapest XVII. Évf. 5. sz. 2007. nov. dec. 18
- A múzeum legszebb műtárgyai. Az 50 éves Hopp Ferenc Kelet-Ázsiai Művészeti Múzeum jubileumi kiállítása. Budapest, 1969. Kína, a korai időktől a T'ang-kor végéig. 51-54.old.

#### Japán
- Japanese inro in the Hopp Museum. Part 1., Ann... Vol. XI. Budapest 1968. Pp.151-167.0
- Japanese inro in the Hopp Museum. Part 2. Ars Decorativa, Vol.l. Budapest 1973. pp. 117-143.
- Japanese Art in Hungary. The New Hungarian Quarterly évf. XIV. No. 51. Budapest 1973. 196-198.
- Traditions and new trends in the Japanese art of the Meiji Era (Notes to the exhibition of The Hopp Museum) Ars Decorativa, Vol.3. Budapest, 1975. pp. 111–129.
- A bridal costume from the Sodo Kimono Academy. Ars Decorativa 4 Budapest 1976. pp. 151-155. old.
- Netsuke and inro in the Ferenc Hopp museum of Eastern Asiatic Arts. In: Journal of the International Netsuke Collectors Society, Vol. 8. No.4. Honolulu, 1981. pp.27-36.
- The patronage of dcorative art sin the Momoyama and Tokugawa period. Colloquies on art and archeology in Asia, No.6. London, 1976. pp.17-25.
- Japán és a világ legrégibb múzeuma, a narai Shosoin. Művészet, Budapest 1971.márc. 6-9. Old
- A Meiji- kori japán művészet (1868 -1912) kiállítása a Kína múzeumban. Művészet 1972. Február. Pp.37-38.
- Kard és Krizanténum kora Múzsák Múzeumi Magazin 1975/1 34-36. old.
- Japán iparművészet. Régiségek könyve. Budapest1983. 484-496. old. +4 színes kép /63-68/

#### Korea
- The collection of Corean Indrustrial arts. Ann... Vol.,. V. Budapest 1962. pp. 147-161.
- The Korean collection of the Ferenc Hopp Museum of Eastern Asiatic Arts, at Budapest. Papers of the 5th International Conferene on Korean Studies. Vol. II. Szöul, 1988. pp. 147-155 (koreai írású kivonattal)
- Korea kultúrtörténete. Előszó a kiállítás vezetőjéhez. Néprajzi Múzeum, Budapest1980./Foreward to the exhibition The cultural history of Korea, inteh catalogue of Museum of Etnography/
- Koreai gyűjtemény Hopp Ferenc Keletázsiai Múzeum Emlékkönyv. 59-63,121-122.0.

#### Egyéb területek, témák
- A váchartyáni avarkori temető. Archeológiai értesítő 1963/1 Budapestpp.84-107.
- The chronological problems of the finds of the Baksan and Tchegem valley in the collection of E. Zichy. Megjelent orosz nyelven ...Iparművészeti Múzeum Évkönyvei. II. Budapest 1955. 321-332.
- The chronological problems of the Caucasian sporadic finds in collection of E. Zichy. Megjelent orosz nyelven Iparművészeti Múzeum Évkönyvei III-IV. 1959. Budapest-303319. o. / az 1970-es években a két tanulmányt prof. Kalandadze prof. grúz nyelvre is lefordította/
- The problems of Asian collections in Western museums. Vol. XII. Budapest 193-196. 1970.
- Buddhist Works of Art in the Ferenc Hopp museum of Eastern Asiatic Arts,Budapest. Orientations, Hong-Kong, March, 1987. 30-41 o.
- Adi-Buddha Vajadhara.Orientations.Febr.1990.Hong-Kong. pp.43-45.
- A Hopp Ferenc Keletázsiai Művészeti Múzeum műtárgy szerzeményezésének tudományos kérdései. Múzeumi közlemények 1976/2, 12-19.*
- Hopp Ferenc ÉT.1973 IX, 39. sz. XXVII. Évf,
- A Múzeum legszebb műtárgyai Az ötvenéves Hopp Ferenc Múzeum jubileumi kiállítása c. vezetőben
- A Hopp Ferenc KeletázsiaiMűvészeti Múzeum Emlékkönye
- Pendzsikent művészeti emlékei. ÉT. 1960.XV. Évf. 7. szám 206-210 old.
- Kelet-Ázsiai selymek, lakkok és porcelánok a XI. századtól napjainkig
- András Távolkeleti magángyűjteménye. Kiadó: Bíró Kft. Budapest2002.5-16,19-23.
- Wartha Vince távolkeleti kerámiagyűjteménye Építőanyag 1966. 3. sz. 120-122.
- Horváth Tibor Acta Archaeologica, 25, 1973 205-210 old. / angol nyelven – bibliográfiával/

### Recenziók
- Po szledam drevnih Izutur. Ot.Volgi do Tihogo okeana. Archeológiai Értesítő, 1956.249-250.
- Pratapaditya Pal. Art of Nepal. / Los Angeles County Museum/ Jurnal of Asian History, Bloomington-Wiesbaden, 20/2, 1986. 240-241.
- Belső-Ázsiai nomádok és Kína kapcsolatai a bronz és vaskorban. Communicationes Archaelogice Hungarie 2000. 229-237 oldal (Bunker)
- Az ókori Kína és az északi nomádok.Recenzió. KLIO 2000/1 58-64.|Az ókori Kína és az északi nomádok.Recenzió. KLIO 2000/1 58-64.
- Régészet Mongóliában Recenzió Erdélyi István könyvéről: Archeological Expeditions in Mongolia. KLIO, Debrecen, 2002/1 2002/1 48-51.

## Kiállítások
Kiállítások tudományos rendezésében való részvétel, vezetők írása a Hopp Ferenc Kelet-ázsiai Múzeumban, a Kína Múzeumban és az Iparművészeti Múzeumban 1960- és 1988 között.
Fontosabb önálló kiállítások rendezése: 
- Japán művészet a Meidzsi korban. Kína Múzeum, 1971
- Állandó Japán művészeti kiállítás, Kína Múzeum, 1974-től
- Kelet-ázsiai bronzok, fametszetek és Tunhuangi képek. Több városban, így Szentendrén, Pápán, Szombathelyen 1960-1970 között.
- Néprajzi Múzeum Budapest az állandó kiállítás keleti – indiai, kínai, japán- részének rendezése, 1965-1970.
- Déri Múzeum, Debrecen: Állandó kiállításhoz a teljes keleti anyag – kínai, japán, közel-keleti – új meghatározással 1980 körül.

## Konferenciák
- Mongólia, Ulan.bator / Urga/: A Hopp Ferenc Múzeum keleti gyűjteményei, 1962
- Halle, Egyetem: A mongol-magyar régészeti expedíció, 1963
- Cambridge, III. International Conress of Turkish.A Saljuk bronze from Irán, 1967
- MTA., A Népvándorlás kori nomád népek rangjelző övei, Budapest, 1972 k.
- London, The patronage of decorative art sin Momoyama and Tokugawa period. Megjelent : Colloquies on art... in Asia, no.6.1976 .pp. 15–25
- Kőrösi Csoma S. szimpózium: A Hopp Ferenc Múzeum buddhista gyűjteményei. Visegrád, 1978, k.
- Szöul, Dél Korea, Népvándorláskori nomád övek, 1985
- Szöul. A Hopp.F. Múzeum koreai gyűjteménye, 1988. Megjelent angol és koreai nyelven.

## Utazások
Keleti gyűjtemények, múzeumok tanulmányozása Európában, többek között: Bécs, Halle, Lipcse, Berlin, München,Hamburg, Páris, Genf, Zürich, Amszterdam, London, Oxford, Cambridge, Moszkva, Leningrád, Prága.Amerikában: USA és Mexikó. Ázsiában:Japán, Mongólia, Kína, Észak-Korea, Dél-Korea. Elsősorban könyv és műtárgy csere érdekében nemzetközi kapcsolatot – tartott ca. 30-35 európai, ázsiai (főképp japáni) és amerikai intézménnyel és kutatóval.